# Заза (село)
Заза (лезг. Цацархуьр) — село в Хивском районе Республики Дагестан. Входит в состав сельского поселения «Сельсовет Концильский».

## География
Расположено в 10 км к северо-востоку от районного центра — села Хив.

## История
В прошлом жители Заза говорили на табасаранском, но к концу XIX века под влиянием лезгинского языка постепенно перешли на него.
В селении исторически проживали тухумы — Кискисар, Коркарар, Чекирар, Асварар, Купар, Ахамар.
В годы Великой Отечественной войны из села ушли на фронт 67 человек, а вернулись 12 человек. В годы войны, от холода и голода погибло более 35 % населения села.
В 1966 году произошло землетрясение, от которого село Заза сильно пострадало. После этого часть населения было переселено Началось переселение. В посёлок Белиджи Дербентского района в 1966 году было переселено 60 дворов, а в 1984 году в село Новый Захит (участок Сенгер) — 40 дворов.

## Население
| 1895 | 1926 | 1939 | 1970 | 1989 | 2002 | 2010 |
| ---- | ---- | ---- | ---- | ---- | ---- | ---- |
| 500  | ↘470 | ↗576 | ↘333 | ↘7   | ↗35  | ↗38  |
| 2021 |      |      |      |      |      |      |
| ↘36  |      |      |      |      |      |      |